# Stheneboea repudiosa
Stheneboea repudiosa är en insektsart som beskrevs av Brunner von Wattenwyl 1907. Stheneboea repudiosa ingår i släktet Stheneboea och familjen Phasmatidae. Inga underarter finns listade i Catalogue of Life.